# Cercle Sportif Le Stade Dudelange
Il Cercle Sportif Le Stade Dudelange è stata una squadra di calcio lussemburghese con sede a Dudelange. Il club ha vinto dieci campionati nazionali e quattro coppe del Lussemburgo.

## Storia
Il club venne fondato nel 1908 come Union Sportive Gallia Dudelange che cambiò successivamente in Sparta Dudelange, nome con cui partecipò al primo campionato nazionale lussemburghese, per poi assumere il nome Cercle des Sports Le Stade, divenuto in seguito Cercle Sportif Le Stade Dudelange, nel 1913.
Nel 1938 il club si aggiudica il suo primo torneo, vincendo la Coupe de Luxembourg 1937-1938.
Nella stagione 1938-1939 si aggiudicò il suo primo campionato. Tale affermazione diede inizio al dominio che lo Stade impose sul campionato lussemburghese sino al 1948. Durante l'occupazione nazista del Lussemburgo il club assunse il nome di FV Stadt Düdelingen, vincendo la Sportbereichsklasse Moselland ed accedendo alla fase finale della Gauliga 1941-1942, da cui venne eliminato nelle qualificazioni dai futuri campioni dello Schalke 04. Nello stesso anno giunse a disputare i quarti di finale della Tschammerpokal 1942.
Partecipa alla Coppa dei Campioni 1957-1958, venendo eliminato al primo turno dalla Stella Rossa. Lo Stade partecipò anche all'edizione 1965-1966, venendo nuovamente eliminato al primo turno dal Benfica.
Il 26 aprile 1991 si fonde con l'US Dudelange e l'Alliance Dudelange per dare origine al F91 Dudelange.

## Palmarès

### Competizioni nazionali
- Campionato lussemburghese: 10

1938-1939, 1939-1940, 1944-1945, 1945-1946, 1946-1947, 1947-1948, 1949-1950, 1954-1955, 1956-1957, 1964-1965
- Coppa del Lussemburgo: 4

1937-1938, 1947-1948, 1948-1949, 1944-1956

### Altri piazzamenti
- Campionato lussemburghese:

Secondo posto: 1919-1920
Terzo posto: 1937-1938
- Coppa del Lussemburgo:

Finalista: 1935-1936